# Esarps socken
Esarps socken i Skåne ingick i Bara härad, ingår sedan 1971 i Staffanstorps kommun och motsvarar från 2016 Esarps distrikt. 
Socknens areal är 14,42 kvadratkilometer varav 14,33 land. År 2000 fanns här 288 invånare. Kyrkbyn Esarp med sockenkyrkan Esarps kyrka ligger i socknen. 

## Administrativ historik
Socknen har medeltida ursprung. 
Vid kommunreformen 1862 övergick socknens ansvar för de kyrkliga frågorna till Esarps församling och för de borgerliga frågorna bildades Esarps landskommun. Landskommunen uppgick 1952 i Staffanstorps landskommun som ombildades 1971 till Staffanstorps kommun. Församlingen uppgick 2000 i S:t Staffans församling.
1 januari 2016 inrättades distriktet Esarp, med samma omfattning som församlingen hade 1999/2000.
Socknen har tillhört län, fögderier, tingslag och domsagor enligt vad som beskrivs i artikeln Bara härad. De indelta soldaterna tillhörde Södra skånska infanteriregementet, Torna kompani och Skånska dragonregementet, Torna skvadron, Sallerups och överstelöjtnantens kompanier. 

## Geografi
Esarps socken ligger sydost om Lund kring Höje å. Socknen är en odlad slättbygd.

## Fornlämningar
Boplatser från stenåldern är funna. Från bronsåldern finns en gravhög.

## Namnet
Namnet skrevs 1490 Äsarp och kommer från kyrkbyn. Efterleden är torp, 'nybygge'. Förleden innehåller mansnamnet Äsi..
Namnet skrevs före 2 november 1915 även Eserups socken.